# Pergalumna annulata
Pergalumna annulata är en kvalsterart som beskrevs av Sandór Mahunka 1995. Pergalumna annulata ingår i släktet Pergalumna och familjen Galumnidae. Inga underarter finns listade i Catalogue of Life.